# Aldo Ciccolini
Aldo Ciccolini (Nápoles, 15 de agosto de 1925 - París, 1 de febrero de 2015) fue un pianista francés de origen italiano.

## Biografía
Nació en Nápoles, donde a los nueve años, obtuvo una beca especial para estudiar en el Conservatorio de Nápoles con Paolo Denza, que había trabajado entre 1921 y 1922 con Ferruccio Busoni en Alemania. Denza transmitió a una primera generación de alumnos entre los que estaban Ciccolini y Paolo Spagnolo (1930-2012) tres elementos conscientes que llegaron a ser también parte consustancial de su estilo: riguroso seguimiento del texto musical, capacidad del sentido constructivo de la interpretación y los pormenores de una técnica cristalina y depurada.
Ciccolini hizo bandera de esta manera profunda de abordar al piano, y profundizó en la interpretación de Liszt, en la que llegó a convertirse en un maestro. Especialmente elogiado es su registro discográfico de Années de pèlerinage y Harmonies poètiques et religieuses.
El debú oficial de Ciccolini fue su interpretación del Concierto en fa menor para piano y orquesta de Chopin en el Teatro San Carlo de su ciudad natal a los 16 años. Muy joven obtiene una plaza de profesor auxiliar en el prestigioso centro napolitano. Después, en 1948 se alza con el premio de Academia de San Cecilia de Roma. 
En 1949 ganó la competencia de Marguerite Long-Jacques Thibaud en París. Se convirtió en ciudadano francés en 1969, y posteriormente enseñó en el Conservatorio Nacional Superior de Música y de Danza de París, desde 1970 a 1988. Entre sus estudiantes se incluyen Jean-Marc Savelli, Fabio Mengozzi, Gery Moutier, Jean-Yves Thibaudet y Jean-Luc Kandyoti.
Ciccolini fue un célebre intérprete de la música para piano. Durante décadas profundizó en el repertorio francés con especial empeño en Fauré, Saint-Saëns, Ravel, Debussy y Satie. De estos dos últimos grabó la integral de sus obras para piano. Grabó también a compositores menos prominentes, tales como Déodat de Séverac, Jules Massenet, Charles-Valentin Alkan y Alexis de Castillon.
Ciccolini fue conocido también por su interpretación de la música de Franz Liszt. Hizo cientos de grabaciones para EMI-Pathé Marconi y otras compañías discográficas, incluyendo los ciclos completos de las sonatas de Wolfgang Amadeus Mozart y Ludwig van Beethoven y los trabajos de piano completos de Erik Satie.
En 1982 formó parte del jurado del VII Concurso Internacional de Piano de Santander Paloma O'Shea en Santander, junto a Sergio Dorenski, Nikita Magalov y Xavier Montsalvatge, entre otros. Fue solista en grandes orquestas sinfónicas, con las interpretó a Johann Sebastian Bach, Serguéi Rajmáninov, Edvard Grieg, Mozart, Beethoven, Schumann o Borodín bajo la dirección de directores históricos de su tiempo como André Cluytens, Pierre Monteux, Charles Münch o Wilhelm Furtwängler.
El 9 de diciembre de 1999, Ciccolini celebró su carrera en Francia, que rebasaba los 50 años, con un recital en el Théâtre des Champs-Élysées de París.
En 2002, Ciccolini fue premiado con el Diapason d'Or por su grabación de la obra completa para piano de Leoš Janáček en la compañía Abeille Music y de Robert Schumann por Cascavelle. Su ciclo completo de las sonatas de Beethoven fue republicado bajo la marca Cascavelle en el año 2006.

## Discografía selecta
- Franz Liszt: Obras para piano (EMI)
- Ludwig van Beethoven: Las 32 sonatas para piano (Cascavelle)
- Claude Debussy: Las obras para piano (EMI)
- Erik Satie: Las obras para piano (EMI)
- Jules Massenet: Obra completa para piano solista y 2 pianos (EMI)
- Isaac Albéniz: Iberia - Enrique Granados: Goyescas (EMI)
- Edvard Grieg: Pièces lyriques (Cascavelle)
- Franz Liszt: Les Années de pèlerinage (EMI)
- Frédéric Chopin: 21 nocturnes (Cascavelle)
- Camille Saint-Saëns: Le Carnaval des animaux (El carnaval de los animales); EMI
- Camille Saint-Saëns: Les 5 concertos pour piano (EMI)
- Leoš Janáček: œuvres pour piano (Musique Média - Abeille Musique)
- Mario Castelnuovo-Tedesco: obras para piano (Phoenix classics)